# ハンカチ

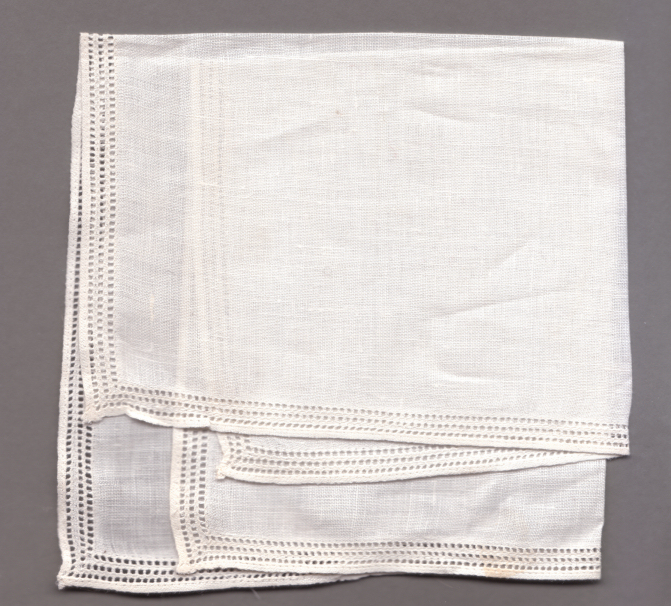
ハンカチ

ハンカチとは、主に身だしなみとして日常的に用いられる、正方形や長方形の布のことで、ハンカチーフ（handkerchief）の省略形である。手巾（しゅきん）とも書く。
元は発音そのままにハンケチーフと呼ばれ、ハンチと略称されていた。

## 用途
ハンカチは、洗った手を拭く、汗を拭うなどに使われる。欧米では洟をかむことなどにも使われる。たとえば、フランス語のmouchoirは動詞のmoucher（洟をかむ）から来ているし、ロシア語のносовой платокは「鼻のスカーフ」の意味だが、どちらも、手拭きなどにも用いられる。

## 歴史
ハンカチの起源は現在よりも遥かに遡り、紀元前3000年頃のエジプト文明の頃には存在していたとされる。飾りのされた麻製と思われる布の発掘が認められ、ハンカチがこの時代の身分の高い人物の持ち物であったことが推測された。
その正方形の形状は、フランスのルイ16世王妃マリー・アントワネットが規格として統一させたことが始まりとされる。それ以前のハンカチの形態は円形や長方形など様々であり、貴族たちが刺繍や豪華な飾りで贅を競う持ち物のひとつでもあった。
日本におけるハンカチの普及は、洋装が導入された明治時代以降である。

## 素材
ハンカチの素材は、綿、絹及び麻（リネン）などの吸水性に優れた織物素材が主に用いられる。近年の清潔志向を反映し、抗菌加工を施した素材もある。
白生地にスワトウ刺繍をほどこした優美なレース風のものなどは細工の良さからフォーマルの席で現在も珍重される。

## ハンカチに関する作品
- 芥川龍之介の『手巾』。手巾はハンケチと読む。
- 小説『不如帰 (小説)』 - 徳冨蘆花作の小説で、1898年-1899年に新聞連載された。別れの場面でハンカチを振るしぐさを日本で初めて描いた小説となっている[1]。
- 映画『幸福の黄色いハンカチ』 （監督 - 山田洋次）- 1977年に上映された日本映画。
- 劇場版それいけ!アンパンマン とばせ! 希望のハンカチ　- 2013年に上映されたアニメーション映画。
- 歌『水色のワルツ』（作詞 - 藤浦洸、作曲 - 高木東六、歌 - 二葉あき子）  - 1950年にシングル発売のヒット曲で、歌詞の中には水色のハンカチが重要な位置を占める。
- 歌『赤いハンカチ』（歌 - 石原裕次郎、監督 - 舛田利雄） - 1962年にシングル発売されたヒット曲、及び1964年に同シングルの題名を主題歌に上映された日本映画。
- 歌『木綿のハンカチーフ』（作詞 - 松本隆、作曲 - 筒美京平、歌 - 太田裕美） - 1975年末にアルバム『心が風邪をひいた日』からシングルカットで発売され、翌1976年にヒットした曲。
- 歌『白いハンカチーフ』（作詞 - 大津あきら、作曲 - 網倉一也、歌 - 堀ちえみ） - 1984年にシングル発売された曲。

## ハンカチの大きさ
ハンカチの大きさは標準で45cm、大きいもので50cm、小さいもので25cmから20cmがある。

## 本来の使い方以外の使い方
- アマチュアレスリング
競技に際して選手は必ず白色のハンカチを携行しなければならないルールがある。
- シルクマジック
絹製のハンカチ（シルクと呼ばれる）は奇術の小道具として用いられる。
- ハンカチ落とし
ハンカチを用いた子供の遊びのひとつ。
- ハンカチテスト
ハンカチテストとは、ヒトを仰向けに寝かせて、その顔に、光を通さず、それでいて窒息する恐れのない大きさの布、例えば、厚手のハンカチのような布をかぶせた時、被験者が自力で布を払いのけられるかどうかを確認する試験のことである。主に乳児に対して行われる試験であり、日本では7ヶ月齢の乳幼児健診の際に行うことがある。このテストによって、視界を遮っている原因を取り除くだけの知能に達しているかどうか、布を取り除くために適切な動作が可能なだけの運動能力があるかどうかなどを確認する。

## ギャラリー

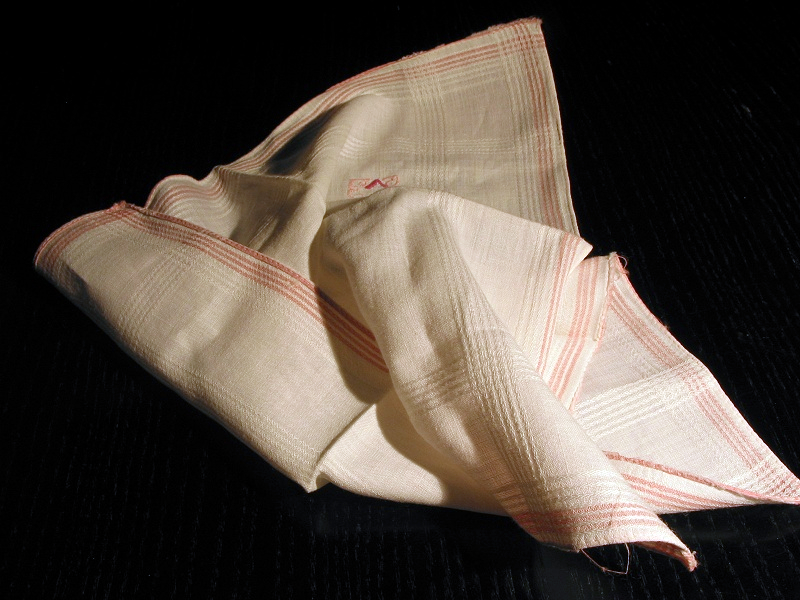
模様や色で趣向を凝らした物も多い
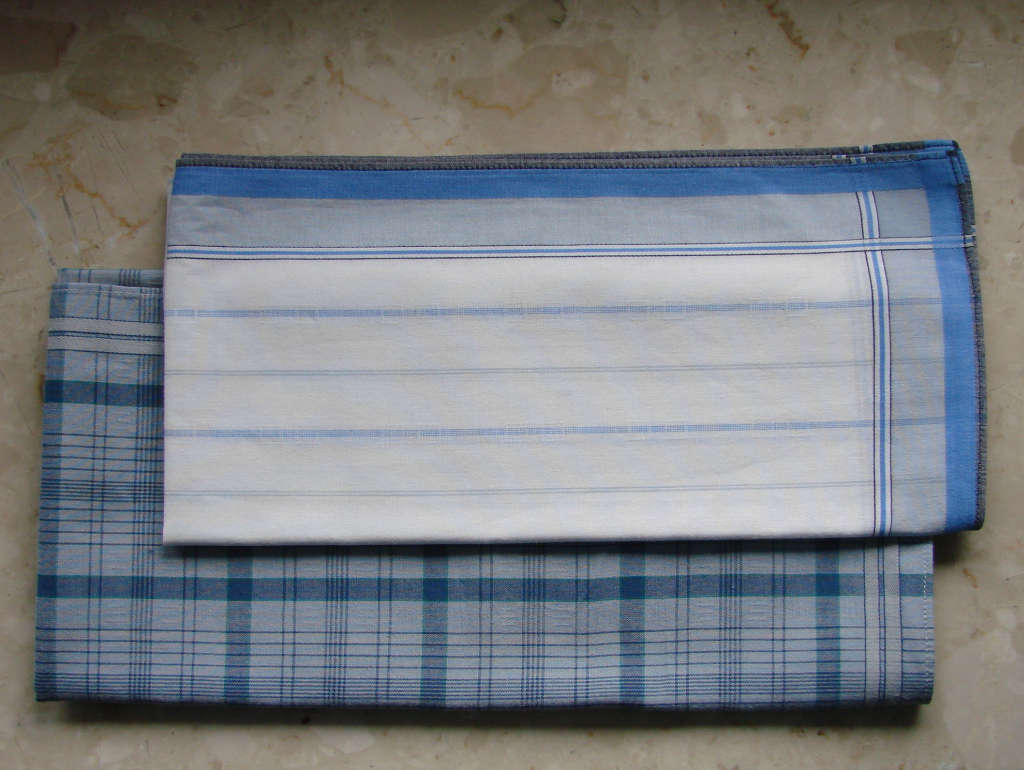
縞模様やチェックのハンカチ
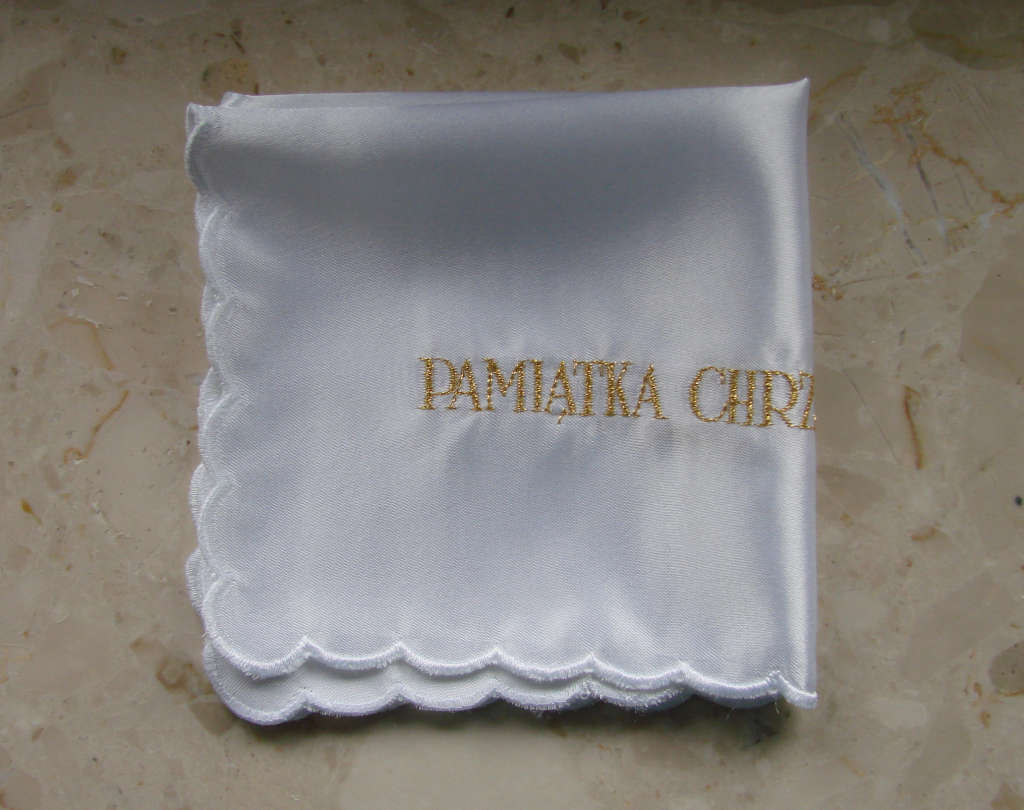
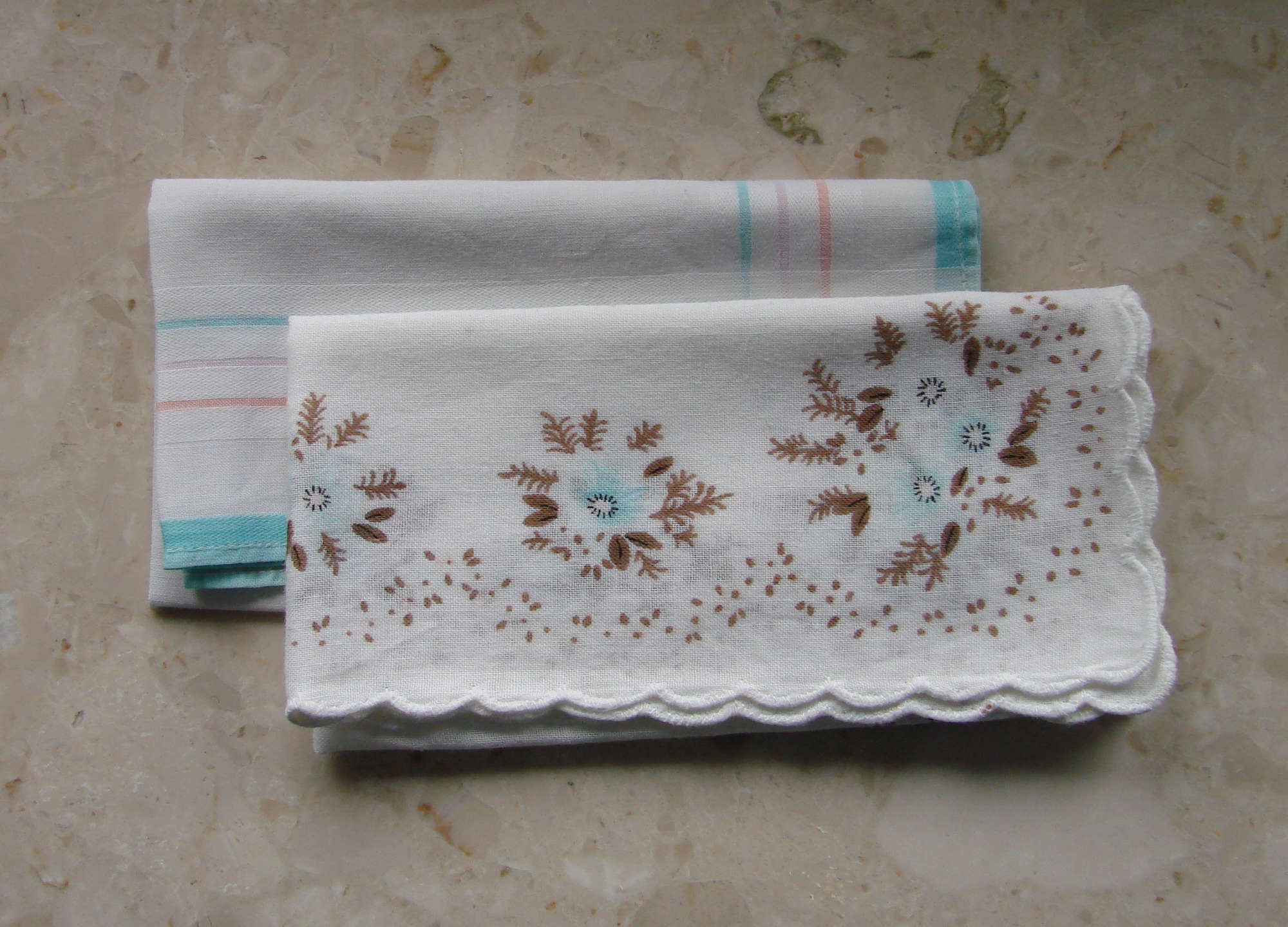
丸く縁取られたハンカチ